# Alexandra Lunca
Alexandra Lunca (Alba Iulia, 22 agosto 1995) è una calciatrice rumena, attaccante del Fortuna Becicherecu Mic e capitano della nazionale rumena.

## Carriera

### Club
Alexandra Lunca si appassiona al calcio fin da piccola ed si tessera con l'Olimpia Cluj, società calcistica di Cluj-Napoca. Dopo il primo periodo delle giovanili viene chiamata in prima squadra per giocare il massimo campionato rumeno femminile di calcio, la Liga I Feminin e dal campionato 2013-2014 denominata Superliga romena 1.

### Nazionale
Lunca inizia ad essere convocata dalla Federazione calcistica della Romania (Federația Română de Fotbal - FRF) fin dal 2010, vestendo inizialmente la maglia della formazione Under-17 con la quale scende in campo per la prima volta il 6 ottobre 2010 nella partita giocata fuori casa con le pari età della Nazionale scozzese, nel primo turno per le qualificazioni al Campionato europeo 2011 di categoria, match conclusosi per 1 a 0 a favore della Scozia. Con le Under-17 rimarrà a disposizione fino al raggiungimento dell'età massima consentita per disputare i tornei internazionali congedandosi con 6 partecipazioni e 6 gol all'attivo.
Nel 2012 veste la maglia della Under-19 disputando il Campionato europeo 2012 di categoria. Alla partita d'esordio della prima fase di qualificazioni al torneo, giocata in Belgio al KFCO Wilrijk di Wilrijk, distretto di Anversa, il 17 settembre 2011, sono sue sei delle sette reti siglate dalle rumene nel match conclusosi 7 a 0 giocato contro le pari età della Nazionale lituana.
Già a 16 anni viene convocata nella nazionale maggiore in previsione di impiegarla nell'ambito della fase a gironi delle qualificazioni al campionato europeo femminile di calcio 2013 dove la nazionale rumena è inserita nel gruppo 2 con le nazionali di Germania, Kazakistan, Spagna, Svizzera e Turchia. Fa il suo esordio il 20 novembre 2011 al Football Centre FRF di Buftea, nella partita persa con la Nazionale spagnola per 0 a 4.

## Palmarès

### Club
- Campionato rumeno: 6

Olimpia Cluj: 2010-2011, 2011-2012, 2012-2013, 2013-2014, 2014-2015, 2015-2016
- Coppa di Romania femminile: 5

Olimpia Cluj: 2010-2011, 2011-2012, 2012-2013, 2013-2014, 2014-2015